# Kamiel Bonneu
Kamiel Bonneu (Hamont-Achel, 1 de agosto de 1999) es un ciclista belga que compite con el equipo Intermarché-Wanty.

## Palmarés
2022
- 1 etapa del Sazka Tour[1]
- 1 etapa del Vuelta a Gran Bretaña[2]

2024
- 1 etapa de la Arctic Race de Noruega

## Equipos
- Baloise (2022-2024)
  - Sport Vlaanderen-Baloise (2022)
  - Team Flanders-Baloise (2023-2024)
- Intermarché-Wanty (2025-)